# Southern (Spring) Open
O Southern (Spring) Open foi um torneio masculino de golfe no PGA Tour, que foi disputado somente em 1922 no Clube de Campo de Nova Orleães, em Nova Orleães, no estado norte-americano de Louisiana. Gene Sarazen vence o torneio na quarta rodada, com 294 tacadas, 10 acima do par do campo, derrotando Leo Diegel com oito tacadas de vantagem. Foi a primeira vitória do Sarazen no PGA Tour.